# Tsendiin Damdin
Tsendiin Damdin –en mongol, Цэндийн Дамдин– (31 de marzo de 1957-22 de febrero de 2018) fue un deportista mongol que compitió en judo. Participó en los Juegos Olímpicos de Moscú 1980, obteniendo una medalla de plata en la categoría de –65 kg.

## Palmarés internacional
| Juegos Olímpicos | Juegos Olímpicos | Juegos Olímpicos | Juegos Olímpicos |
| Año              | Lugar            | Medalla          | Categoría        |
| ---------------- | ---------------- | ---------------- | ---------------- |
| 1980             | Moscú ( URSS)    | Medalla de plata | –65 kg           |